# Chris Riise Bundgaard
Chris Riise Bundgaard (født i 1965), i dag efter navneforandring Grant Nielsen er en dansk mand, som den 17. juni 1999 i Østre Landsret blev idømt fængsel på livstid for tre drab begået i 1997. Under retssagen prøvede mandens forsvarer, Thorkild Høyer, at overbevise retten om, at fordi hans klient have været stofmisbruger gennem adskillige år, og fordi nogle af ofrene havde forsøgt at afpresse ham, så burde straffen højest være 16 års fængsel. De dræbte var; Svend Aage Christensen, Mikkel Hørup og Christina Nest.
Den tredobbelte drabssag er bemærkelsesværdig, da det er sjældent, at der i Danmark er deciderede seriemordere. Men sagen mod Bundgaard er også unik, fordi to af drabene først blev opdaget, da han selv en aften i marts 1998 ringede til politiet. Der var fundet høje doser af narko i de tre døde, og derfor var to af sagerne henlagt som narkodødsfald. Kun Christina Nests død blev fra starten behandlet som et drab.
Drabene er omtalt i journalist og tidligere efterforsker i politiet Sebastian Richelsens bog, Den danske seriemorder: Amagermanden, som blev udgivet på People's Press i 2020.